# Nils Regnell
Nils Gustaf Regnell (Stoccolma, 18 dicembre 1884 – Jersey City, 14 novembre 1950) è stato un nuotatore svedese.
Prese parte alle gare di nuoto dei Giochi olimpici intermedi, gareggiando nella staffetta 4x250m stile libero, con la squadra svedese, composta anche da Gustaf Wretman, Harald Julin e Charles Norelius, arrivando quinti. Partecipò anche alla gara del 1 miglio stile libero, piazzandosi nelle ultime posizioni.
Le sorella Lisa è stata vicecampionessa olimpica ai Giochi olimpici di Stoccolma 1912 nel concorso della piattaforma, mentre la sorella Elsa ha concluso quarta.